# Synallaxis
Synallaxis is een geslacht van zangvogels uit de familie ovenvogels (Furnariidae). In het Nederlands (en Engels) worden de soorten stekelstaarten genoemd. Bij alle soorten wordt de staart trapsgewijs smaller met spitse punten aan de afzonderlijke staartveren. De vogels zijn meestal onopvallend bruin gekleurd en vallen weinig op. Ze leven in het verborgene in dicht struikgewas en de diverse soorten zijn lastig van elkaar te onderscheiden. Het beste kenmerk vormen de geluiden, die verschillen wel per soort.

## Soorten
Het geslacht omvat de volgende soorten:
- Synallaxis albescens  – Temmincks stekelstaart
- Synallaxis albigularis  – Witkeelstekelstaart
- Synallaxis albilora  – Okerborststekelstaart
- Synallaxis azarae  – Azara's stekelstaart
- Synallaxis beverlyae  – Orinocostekelstaart
- Synallaxis brachyura  – Leikleurige stekelstaart
- Synallaxis cabanisi  – Cabanis' stekelstaart
- Synallaxis candei  – Zwartoorstekelstaart
- Synallaxis castanea  – Kastanjestekelstaart
- Synallaxis cherriei  – Bruinkeelstekelstaart
- Synallaxis chinchipensis  – Chinchipestekelstaart
- Synallaxis cinerascens  – Grijsbuikstekelstaart
- Synallaxis cinerea  – Bahiastekelstaart
- Synallaxis cinnamomea  – Kaneelstekelstaart
- Synallaxis courseni  – Apurímacstekelstaart
- Synallaxis erythrothorax  – Roodborststekelstaart
- Synallaxis frontalis  – Roetkruinstekelstaart
- Synallaxis fuscorufa  – Santamartastekelstaart
- Synallaxis gujanensis  – Cayennestekelstaart
- Synallaxis hellmayri  – Roodschouderstekelstaart
- Synallaxis hypochondriaca  – Grote canastero
- Synallaxis hypospodia  – Grijsborststekelstaart
- Synallaxis infuscata  – Pinto's stekelstaart
- Synallaxis kollari  – Roodoorstekelstaart
- Synallaxis macconnelli  – McConnells stekelstaart
- Synallaxis maranonica  – Marañónstekelstaart
- Synallaxis moesta  – Rouwstekelstaart
- Synallaxis ruficapilla  – Roodkapstekelstaart
- Synallaxis rutilans  – Rode stekelstaart
- Synallaxis scutata  – Goudoorstekelstaart
- Synallaxis simoni – Araguaiastekelstaart
- Synallaxis spixi  – Chiclistekelstaart
- Synallaxis stictothorax  – Halsbandstekelstaart
- Synallaxis subpudica  – Zilverkeelstekelstaart
- Synallaxis tithys  – Zwartkopstekelstaart
- Synallaxis unirufa  – Roeststekelstaart
- Synallaxis zimmeri  – Roodbuikstekelstaart